# Bojanov
Bojanov (en allemand : Bojanau) est un bourg (městys) du district de Chrudim, dans la région de Pardubice, en République tchèque. Sa population s'élevait à 644 habitants en 2022.

## Géographie
Bojanov est arrosée par la Chrudimka, un affluent de l'Elbe, et se trouve à 10 km à l'est-sud-est de Třemošnice, à 14 km au sud-ouest de Chrudim, à 23 km au sud-sud-ouest de Pardubice et à 95 km à l'est-sud-est de Prague.
La commune est limitée par Vápenný Podol et Morašice au nord, par Mladoňovice, Liboměřice et Krásné à l'est, par Horní Bradlo au sud, et par Seč au sud-ouest et à l'ouest.

## Histoire
La première mention écrite de la localité date de 1126. La commune a le statut de městys depuis le 10 octobre 2006.

## Administration
La commune se compose de huit sections :
- Bojanov
- Holín
- Horní Bezděkov
- Hořelec
- Hrbokov
- Hůrka
- Kovářov
- Petrkov

## Galerie

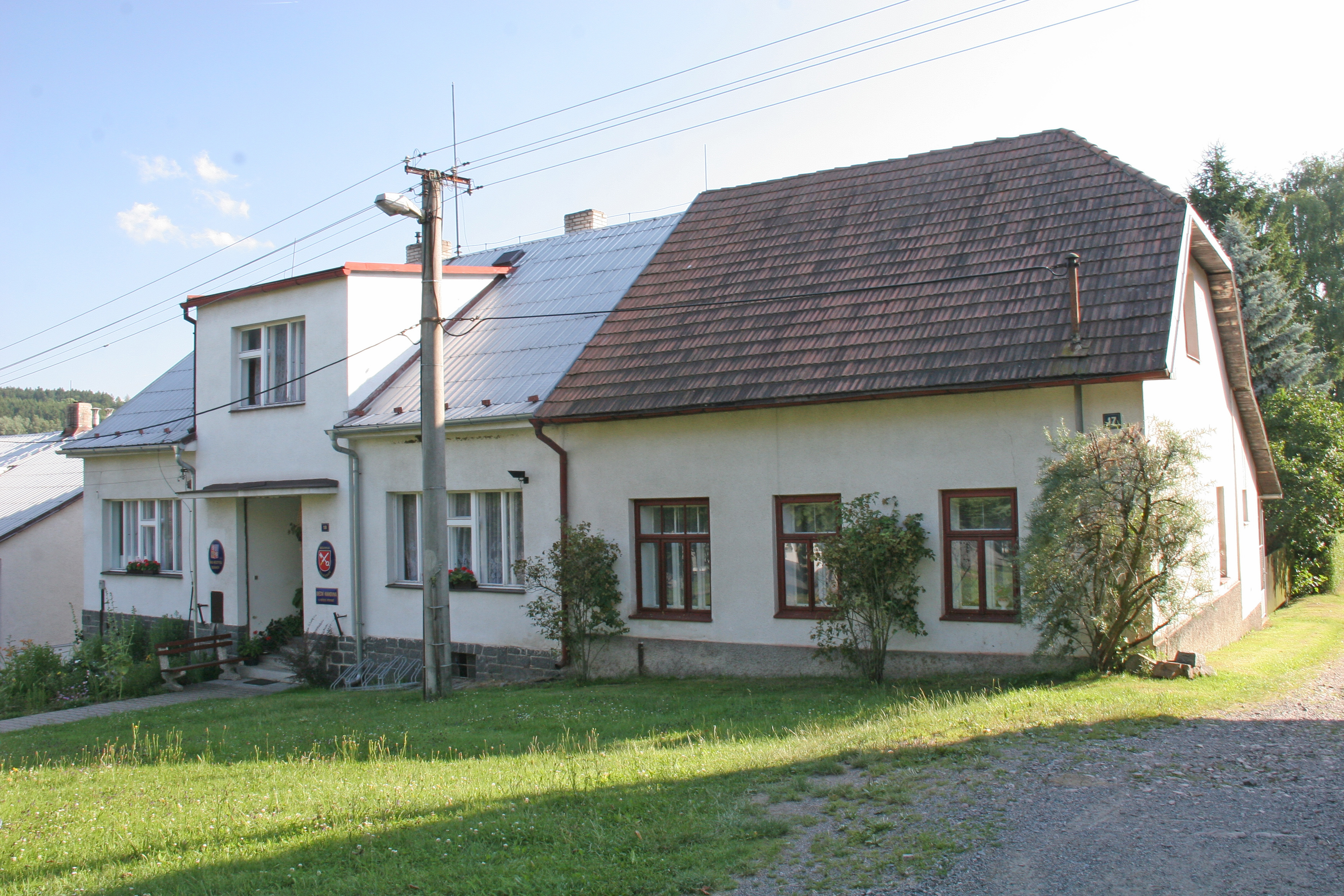
Bojanov : la mairie.
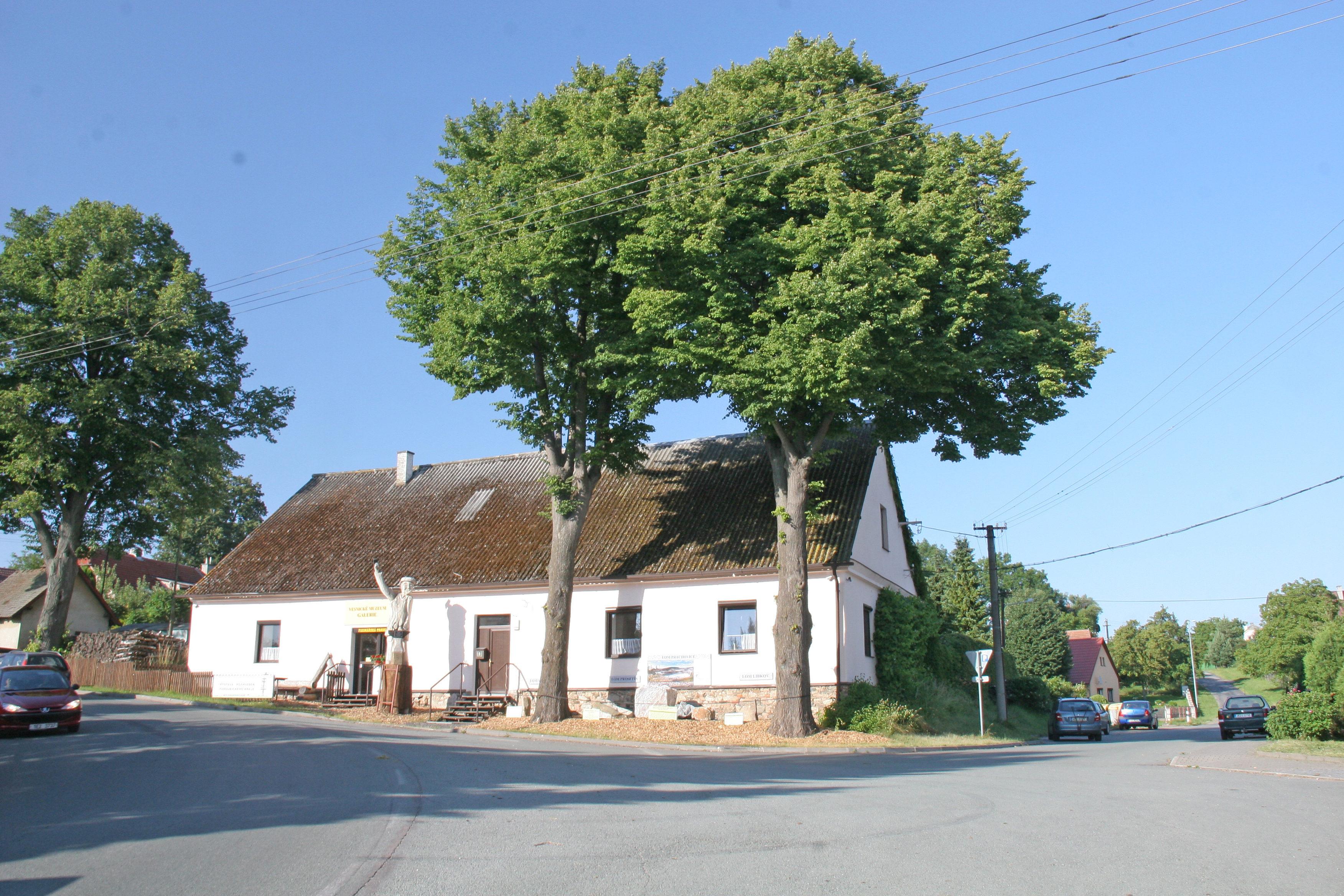
Hameau de Kovářov.

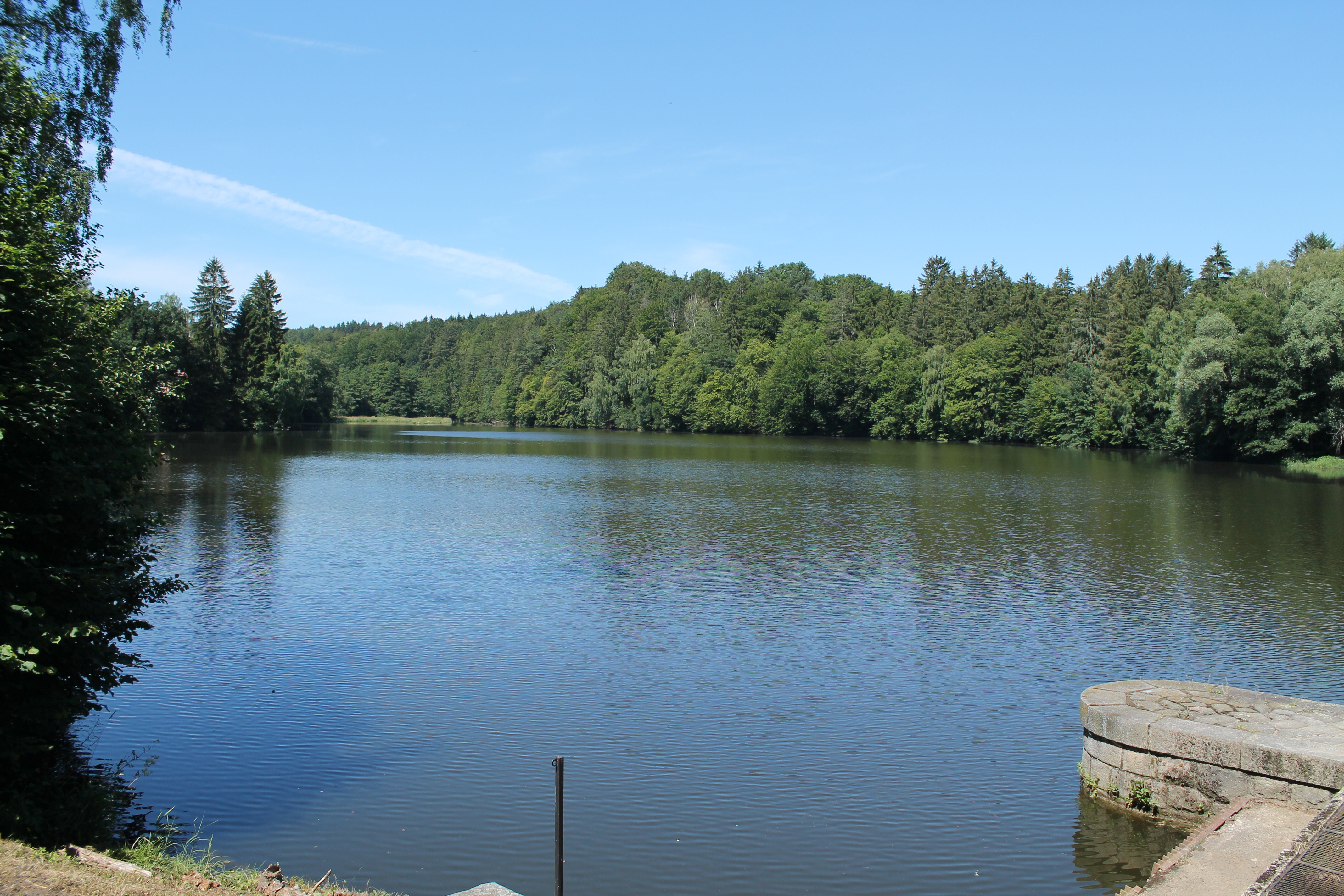
Réservoir de Padrty.

## Transports
Par la route, Bojanov se trouve à 9 km de Nasavrky, à 18 km de Chrudim, à 28 km de Pardubice et à 127 km de Prague. 